# Toledo (apellido)
Toledo es un apellido con origen en la península ibérica durante la época romana. Proviene del latín Toletum: levantado, en alto. 

## Historia
Tito Livio en Ab Urbe condita libri hace la primera mención a la conquista romana del asentamiento que los romanos llamaron Toletum. En el 193 a. C., Marco Fulvio Nobilior entabló batalla contra una coalición de carpetanos, celtíberos, vacceos y vetones en las cercanías de Toledo, España.

## Distribución
El apellido se encuentra difundido en España, Hispanoamérica, Brasil, Filipinas y Estados Unidos. En la península ibérica tiene sus mayores asentamientos en Andalucía, Madrid, Castilla-La Mancha, Valencia y Cataluña. En el continente americano se encuentra desde los primeros tiempos de la migración española, siendo sus mayores asentamientos México, país donde el apellido tiene más poseedores a nivel general, seguido de Argentina, Brasil, Chile, Cuba, Perú, Venezuela, Paraguay, Ecuador, Bolivia, Colombia y Guatemala.

## Personajes
- Alejandro Toledo Manrique, político peruano, Presidente del Perú (2001-2006);
- Francisco de Toledo, Virrey del Perú en el siglo XVI;
- Guillermo Toledo, actor español;
- Francisco Toledo, pintor mexicano;
- Francisco Javier Toledo, exfutbolista hondureño.
- David Toledo, exfutbolista mexicano
- Carlos Humberto Toledo, exfutbolista y entrenador guatemalteco.
- Laura S. Domínguez de Toledo, botánica;
- Joaquim Franco de Toledo (1905-1952), botánico brasileño;
- José M. Toledo, botánico;
- Patricio Toledo, exfutbolista chileno;
- Gustavo Toledo, futbolista argentino.